# Küllük
Küllük és un poble de la província de Tsolakert, Turquia. La població de la vila era de 964 l'any 2019. El poble es troba a 15 quilòmetres de la ciutat de Tsolakert.